# Peripatético (curta-metragem)
Peripatético  é um curta-metragem brasileiro de 2017, escrito e dirigido por Jessica Queiroz. Gravado na periferia de São Paulo, o filme teve estreia no Festival de Brasília, onde ganhou os prêmios de Melhor Roteiro e o Prêmio Especial do Júri. Posteriormente o filme teve sua estreia internacional no Festival de Rotterdam, na mostra Soul in the Eye. O filme foi indicado ao Grande Prêmio do Cinema Brasileiro e ao Prêmio Guarani de Cinema Brasileiro na categoria de Melhor Curta-Metragem de Ficção. 

## Enredo
Simone, Thiana e Michel são três jovens moradores da periferia de São Paulo. Simone está a procura do seu primeiro emprego, Thiana tenta passar no concorrido vestibular de medicina e Michel ainda não sabe o que fazer. Em meio às demandas do início da fase adulta, um acontecimento histórico em Maio de 2006 na cidade de São Paulo muda o rumo de suas vidas para sempre.

## Elenco
- Larissa Noel como Simone
- Alex Santos como Michel
- Maria Sol como Thiana